# Erna Pfeiffer
Erna Pfeiffer (* 10. Mai 1953 in Graz) ist eine österreichische Romanistin, Universitätsdozentin, Außerordentliche Universitätsprofessorin im Ruhestand und Übersetzerin.

## Akademische Laufbahn
Erna Pfeiffer studierte an der Universität Graz von 1971 bis 1972 Rechtswissenschaft und nahm 1971 ein Spanischstudium und 1972 ein Russischstudium an dessen Institut für Übersetzer- und Dolmetscherausbildung auf. Ein Doktoratsstudium aus Romanischer Philologie (Spanisch/Portugiesisch) und Slavistik (Russisch) schloss sie 1982 mit der Promotion zur Doktorin der Philosophie ab. 1996 folgte die Habilitation in Hispanistik an der Karl-Franzens-Universität Graz mit der Schrift Territorium Frau: Körpererfahrung als Erkenntnisprozeß in Texten zeitgenössischer lateinamerikanischer Autorinnen.
Seit 1997 ist sie zur Außerordentlichen Universitätsprofessorin ernannt und leitete von 2003 bis 2005 das Institut für Romanistik der Universität Graz. Ab 2009 war sie Vorsitzende der Curricula-Kommission Romanistik an der Karl-Franzens-Universität Graz bis 2010, danach bis 2012 deren Stellvertretende Vorsitzende. Im August 2014 wurde sie emeritiert.

## Schriften
Monografien
- Literarische Struktur und Realitätsbezug im kolumbianischen Violencia-Roman.  Peter Lang, Wien / New York 1984.
- EntreVistas. Diez escritoras mexicanas desde bastidores. Vervuert, Frankfurt am Main 1992.
- Exiliadas, emigrantes, viajeras. Encuentros con diez escritoras latinoamericanas. Frankfurt/M., Madrid: Vervuert/Iberoamericana 1995.
- Territorium Frau: Körpererfahrung als Erkenntnisprozeß in Texten zeitgenössischer lateinamerikanischer Autorinnen. Vervuert, Frankfurt am Main 1998.
- Aus der Rolle geFallen! Neuere lateinamerikanische Literatur zwischen Machismo und Feminismo. Verlag Dr. Kovač, Hamburg 2008.
- Mit den Augen in der Hand: argentinische Jüdinnen und Juden erzählen. Herausgegeben und übersetzt von Erna Pfeiffer. Mit einer Einleitung von Saúl Sosnowski, Leonardo Senkman, Florinda F. Goldberg und einem Nachwort von Elisabeth Baldauf. Mandelbaum Verlag, Wien 2014. ISBN 978-3-85476-446-5
- Sie haben unser Gedächtnis nicht auslöschen können. Jüdisch-argentinische Autorinnen und Autoren im Gespräch mit Erna Pfeiffer. Löcker-Verlag, Wien 2016 (Editionen des PEN).

Herausgeberschaften, Mitverfasserin
- (Mithrsg.) Canticum Ibericum. Neuere spanische, portugiesische und lateinamerikanische Literatur im Spiegel von Interpretation und Übersetzung. Vervuert Verlag, Frankfurt/M. 1991. (zusammen mit H. Kubarth).
- (Hrsg. und Übersetzung und Vorwort) AMORica Latina: Mein Kontinent – mein Körper. Erotische Texte lateinamerikanischer Autorinnen. Wiener Frauenverlag, Wien 1991.
- (Hrsg., Übersetzung und Vorwort) Torturada – Von Schlächtern und Geschlechtern. Texte lateinamerikanischer Autorinnen zu Folter und politischer Gewalt. Wiener Frauenverlag, Wien 1993.
- (Mithrsg.) Michèle Najlis: Gesänge der Iphigenie/Cantos de Ifigenia. Übersetzt von Martin Schöffmann. Klagenfurt/Celovec: Drava Verlag 1997. (zusammen mit Helmut Stockhammer, Gerhard Hammerschmied, Ivan Rodriguez-Chave, Christof Subik).
- (Mithrsg. mit Birgit Mertz-Baumgartner): Aves de paso. Autores latinoamericanos entre exilio y transculturación (1970-2002). Vervuert/Iberoamericana, Frankfurt am Main / Madrid 2005.
- (Hrsg., Übersetzung, Vorwort und Anhang) In den Händen des Mondes. Texte lateinamerikanischer Frauen. Milena-Verlag, Wien  2003.
- (Mithrsg. mit Paul Danler, Klaus-Dieter Ertler, Wolfram Krömer und Enrique Rodrigues Moura): Österreich, Spanien und die europäische Einheit. Austria, España y la unidad europea. Innsbruck University Press, Innsbruck 2007.
- (Mithrsg. mit Valérie de Daran): Texte im/en Transit: Zur Übersetzung belletristischer Texte ins Französische und ins Deutsche/Des traducteurs témoignent. (= Poetica. Schriften zur Literaturwissenschaft, 102). Verlag Dr. Kovač, Hamburg 2009
- (Mithrsg. mit Gwendolyn Díaz und María Teresa Medeiros-Lichem): Texto, contexto y postexto: Aproximaciones a la obra literaria de Luisa Valenzuela. IILI, Pittsburgh (PA) 2010. ISBN 978-1-930744-46-2
- (Hrsg.) Alicia Kozameh: Ética, estética y las acrobacias de la palabra escrita. (= Serie Antonio Cornejo Polar, 8). IILI, Pittsburgh, PA 2013,  ISBN 978-1-930744-57-8.
- (Hrsg., Übersetzung, Vorwort und Anhang) Pedro Arturo Reino Garcés: América: Guitarra de otros verbos / Amerika: Gitarre anderer Worte. (= Ecuador: Studien und Editionen, Bd. 3). Peter Lang Edition, Frankfurt am Main 2013, ISBN 978-3-631-64029-6.

Lexika
- Lexikonartikel über „Elena Garro“, „Rosario Ferré“, „Elena Poniatowska“, „Rosario Castellanos“, „Sor Juana Inés de la Cruz“, „Gertrudis Gómez de Avellaneda“, „Delmira Agustini“, „María Luisa Bombal“, „Griselda Gambaro“, „Cristina Peri Rossi“, „Armonía Somers“, „Alfonsina Storni“, „Luisa Valenzuela“, in: Metzler Autorinnen Lexikon. Herausgegeben von Ute Hechtfischer, Renate Hof, Inge Stephan und Flora Veit-Wild. Verlag J.B. Metzler, Stuttgart-Weimar 1998.

Literarische Werke
- Eine Widerrede. Roman. Wien: Löcker, 2019 (edition pen) ISBN 978-3-85409-955-0

## Übersetzungen
Auswahl
- Juan Goytisolo: „Lektüre des Raums am Djemaa-El-Fna-Platz in Marrakesch“, aus Makbara, in: Ausstellungskatalog zum „Steirischen Herbst“ – „Graz 1988“, S. 69–71.
- Benito Pérez Galdós: Tristana. Roman. Aus dem Spanischen übersetzt und mit einem Nachwort versehen von Erna Pfeiffer. (= Bibliothek Suhrkamp, 1013). Suhrkamp Verlag, Frankfurt am Main 1989.
- Gioconda Belli: Quetzalcóatls Traum. Das Gedächtnis Americas. Peter Hammer Verlag, Wuppertal 1992.
- Daniela Gioseffi (Hrsg.): Frauen über den Krieg. Übersetzungen von Michael Gingrich, Johann Heiss, Erna Pfeiffer, Karin Rick u. a. Wiener Frauenverlag, Wien 1992.
- Carmen Boullosa: Sie sind Kühe, wir sind Schweine. Roman. Aus dem Spanischen von Erna Pfeiffer. (= edition suhrkamp, 1866). Suhrkamp, Frankfurt am Main 1993.
- Luisa Valenzuela: Offene Tore. Geschichten aus Lateinamerika. Übersetzt aus dem argentinischen Spanisch von Erna Pfeiffer. Wiener Frauenverlag, Wien 1996.
- Miguel de Unamuno: Plädoyer des Müßiggangs. Ausgewählt und aus dem Spanischen übersetzt von Erna Pfeiffer. (= Essay, 31) Literaturverlag Droschl, Graz/Wien 1996.
- Miguel de Unamuno: Selbstgespräche und Konversationen. Ausgewählt und aus dem Spanischen übersetzt von Erna Pfeiffer. Literaturverlag Droschl, Graz/Wien 1997.
- Alicia Kozameh: Straußenbeine. Roman. Übersetzt aus dem argentinischen Spanisch von Erna Pfeiffer. Milena Verlag, Wien 1997.
- Miguel de Unamuno: „Eine Liebesgeschichte“ und „Ein armer reicher Mann oder das komische Lebensgefühl.“ In: Miguel de Unamuno: Das Martyrium des San Manuel. Drei Geschichten zur Unsterblichkeit. Mit einem Nachwort von Erna Pfeiffer. Ullstein-Verlag, Berlin 1998, S. 49–132.
- Alicia Kozameh: Schritte unter Wasser. Roman. Aus dem argentinischen Spanisch übersetzt von Erna Pfeiffer. Mit einem Nachwort von Saúl Sosnowski. Milena Verlag, Wien 1999.
- Miguel de Unamuno: Wie man einen Roman macht. Aus dem Spanischen übersetzt von Erna Pfeiffer.  (= Essay, 42). Literaturverlag Droschl, Graz/Wien 2000.
- In den Händen des Mondes. Texte lateinamerikanischer Frauen. Herausgegeben und übersetzt von Erna Pfeiffer. Milena-Verlag, Wien 2003.
- Luisa Valenzuela: Feuer am Wort. Erzählungen. Aus dem argentinischen Spanisch von Helga Lion, Erika <sic!> Pfeiffer, Julia Schwaighofer, Eva Srna und Birgit Weilguny. Mit einem Vorwort von Erna Pfeiffer und einem Nachwort der Übersetzerinnen. (= Edition Milo, Bd. 17). Drava Verlag, Klagenfurt / Celovec 2008. ISBN 978-3-85435-558-8
- Rosario Ferré: „Wenn die Frauen die Männer lieben.“ In: Nimm mich. Die schönsten erotischen Erzählungen. Herausgegeben und mit einem Nachwort von Hansjürgen Blinn. Mit Zeichnungen von Gustav Klimt. Aufbau Verlag, Berlin  2008, S. 222–244.
- Pedro Arturo Reino Garcés: América: Guitarra de otros verbos / Amerika: Gitarre anderer Worte. Edición crítica y traducción de Erna Pfeiffer. Herausgegeben, kritisch annotiert und übersetzt von Erna Pfeiffer. Con una introducción de Germán Calvache Alarcón e ilustraciones de Oswaldo Viteri. Mit einer Einleitung von Germán Calvache Alarcón und Illustrationen von Oswaldo Viteri. (= Ecuador: Studien und Editionen, Bd. 3). Peter Lang Edition, Frankfurt am Main 2013, ISBN 978-3-631-64029-6
- Mit den Augen in der Hand: argentinische Jüdinnen und Juden erzählen. Herausgegeben und übersetzt von Erna Pfeiffer. Mit einer Einleitung von Saúl Sosnowski, Leonardo Senkman, Florinda F. Goldberg und einem Nachwort von Elisabeth Baldauf. Mandelbaum Verlag, Wien 2014, ISBN 978-3-85476-446-5.
- Alicia Kozameh: 259 Sprünge (Salto Immortale inbegriffen). Aus dem argentinischen Spanisch übersetzt von Erna Pfeiffer. Wien: Löcker-Verlag, 2017 (edition pen, Bd. 60). ISBN 978-3-85409-844-7
- Luisa Futoransky: Formosa. Aus dem argentinischen Spanisch übersetzt von Erna Pfeiffer. Wien: Löcker-Verlag, 2017 (edition pen, Bd. 68). ISBN 978-3-85409-863-8
- Susana Szwarc: Zöpfe – Das geraubte Geheimnis. Aus dem argentinischen Spanisch übersetzt von Erna Pfeiffer. Wien: Löcker-Verlag, 2019 (edition pen, Bd. 124), ISBN 978-3-85409-956-7

## Ehrungen
- Staatspreis für literarische Übersetzung, Österreich, 2020[2]